# Justus Knecht
Justus Knecht (* 7. Oktober 1839 in Bruchsal; † 31. Januar 1921 in Freiburg) war ein deutscher katholischer Theologe, Schriftsteller und Weihbischof in Freiburg.

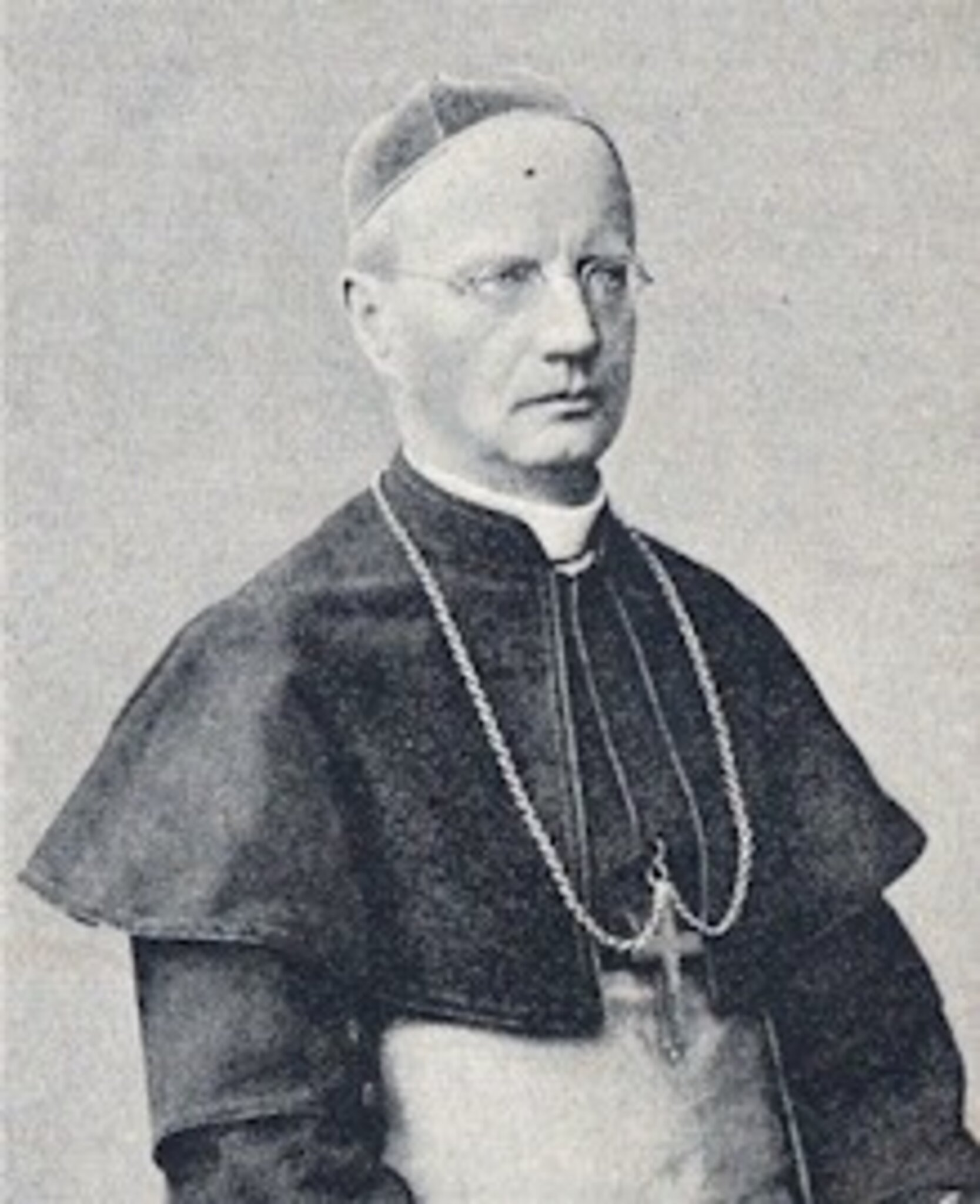
Justus Knecht

## Leben
Friedrich Justus Heinrich Knecht wurde als viertes von sieben Kindern des Bruchsaler Schneidermeisters Heinrich Ludwig Knecht und der Catharina geb. Schmer in Bruchsal geboren. Er besuchte von 1843 bis 1849 die Volksschule und von 1849 bis 1856 das Gymnasium in Bruchsal.
Der evangelisch getaufte Justus Knecht wechselte 1855 zusammen mit seinem Vater und den damals noch lebenden drei Geschwistern auf Wunsch der Mutter zum katholischen Glauben über. Ab 1856 besuchte er das Rastatter Lyzeum. Nach dem  Abitur 1858 dort und dem Studium der katholischen Theologie in Freiburg (1858–1861) trat er 1861 ins Priesterseminar in St. Peter ein und wurde dort am 5. August 1862 von Erzbischof Hermann von Vicari zum Priester geweiht.
Als Vikar war er von 1862 bis 1864 in Durmersheim, Rastatt und Freiburg im Breisgau tätig. Ab 1863 war er gleichzeitig Repetent am Erzbischöflichen Knabenseminar und Religionslehrer an der Höheren Bürgerschule in Freiburg.
Als Kuratieverweser kam er 1864 nach Emmendingen und erhielt dort 1866 eine Pfarrstelle. Von 1869 bis 1871 war Knecht Benefiziatsverweser in Gengenbach, 1871 Pfarrverweser in Seelbach und schließlich von 1871 bis 1877 Pfarrer in Reichenbach/Lahr. In diese Zeit fiel seine Berufung zum Erzbischöflichen Schulinspektor (1874) und sein Eingreifen in die Auseinandersetzungen zwischen Kirche und Staat im Kulturkampf. Unter anderem nahm er zweimal auf den Deutschen Katholikentagen gegen die Ausweitung der Staatsaufsicht Stellung. Von 1877 bis 1879 war Justus Knecht Pfarrverweser mit Absenz in Erlach und promovierte 1878 in Tübingen zum Doktor der Theologie. In den Jahren von 1879 bis 1882 übte er das Pfarreramt in Schuttertal aus. Im Jahr 1881 wurde Knecht zum Ehrenmitglied der KDStV Hercynia Freiburg im Breisgau ernannt, der er zeitlebens sehr verbunden war. 1882 berief ihn Erzbischof Johann Baptist Orbin in sein Domkapitel und betraute ihn mit der besonderen Verantwortung für Schule und Religionsunterricht in der Erzdiözese Freiburg. Im selben Jahr verfasste Justus Knecht den Praktischen Kommentar zur Biblischen Geschichte, der ein ganzes Menschenalter hindurch im deutschen Sprachgebiet in Gebrauch war. Die darin vertretene antijüdische Konzeption der Heilsgeschichte gilt heute als Negativbeispiel katholischer Lehre.
Es folgte im selben Jahr die Herausgabe der Kurzen Biblischen Geschichte für die unteren Schuljahre der Katholischen Volksschule. Dieses Schulbuch war zu seiner Zeit außerordentlich beliebt und wurde in insgesamt 20 Sprachen übersetzt. Sein 1925 übersetzter Praktischer Kommentar zur Biblischen Geschichte war eine der Grundlagen der katholischen Mission in China. Schließlich kam 1907 seine Biblische Geschichte für Schule und Haus heraus.
Schon bei seiner Ernennung zum Domkapitular sollte Justus Knecht nach dem Willen von Papst Leo XIII. zum Weihbischof ernannt werden. Laut Necrologium Friburgense von 1926 stellten sich jedoch „Hindernisse verschiedener Art“ in den Weg. 1893 erhielt er von Papst Leo XIII. den Ehrentitel „Päpstlicher Geheimkämmerer“ und wurde am 4. Februar 1894 zum Titularbischof von Neve (einem untergegangenen Bistum mit Sitz am Berg Nebo in Jordanien) und zum Weihbischof in Freiburg ernannt. Die Bischofsweihe empfing er am 4. April desselben Jahres durch Erzbischof Christian Roos. Mitkonsekratoren waren der Bischof von Mainz, Paul Leopold Haffner, und Weihbischof Charles Marbach aus Straßburg.
Nach dem Tod von Erzbischof Johann Baptist Orbin 1886 galt er als möglicher Nachfolger, wurde jedoch von Seiten der Badischen Landesregierung von der Kandidatenliste gestrichen. Im Jahre 1896 wurde Justus Knecht zum Freiburger Domdekan und somit als Kapitularvikar zum Vorsteher des Domkapitels ernannt. So war er nach dem Tod von Erzbischof Johannes Christian Roos 1896 bis 1898 Erzbistumsverweser, erlangte 1903 die Titel „Päpstlicher Thronassistent und Comes Romanus“ und leitete während der zwei Jahre andauernden Sedisvakanz bis zur Ernennung von Georg Ignaz Komp die Erzdiözese Freiburg.
Als Anerkennung für seine großen Verdienste als Religionspädagoge und seine erfolgreichen schriftstellerischen Aktivitäten verlieh ihm der Bruchsaler Stadtrat anlässlich seines bevorstehenden 80. Geburtstages am 2. Oktober 1919 das Ehrenbürgerrecht. Im Alter von 81 Jahren verstarb der Bruchsaler Ehrenbürger Justus Knecht am 31. Januar 1921 in Freiburg, wo er am 3. Februar im nördlichen Chorumgang des Münsters in der Heimhofer-Kapelle beigesetzt wurde.
Das heutige Justus-Knecht-Gymnasium Bruchsal, die frühere Oberrealschule, erhielt am 25. Februar 1946 mit Zustimmung des Bruchsaler Stadtrates den Namen Justus-Knecht-Realgymnasium. Man wollte damit das Lebenswerk des in Bruchsal geborenen Friedrich Justus Knecht würdigen und den kommenden Generationen in Erinnerung rufen.